# HMS Intrepid (D10)
L'HMS Intrepid è stato uno dei nove cacciatorpediniere classe I costruiti per la Royal Navy durante gli anni trenta.

## Costruzione
Le unità di questa classe erano un miglioramento delle precedenti classe H. Con un dislocamento di 1 390 t, presentavano una lunghezza fuori tutto di 98,5 m, una larghezza pari a 10,1 m e un pescaggio di 3,8 m.
La propulsione era garantita da due turbine Parsons, una per asse, alimentate col vapore da tre caldaie Admiralty a tubi d'acqua.
Le turbine sviluppavano complessivamente 34 000 shp per una velocità massima di 35,5 kn.
Con una capacità massima pari a 455 tonnellate di combustibile, aveva un'autonomia di 5 500 miglia a 15 kn. L'equipaggio ammontava a 145 unità, tra ufficiali e marinai.
L'armamento era costituito da quattro cannoni 4.7 inch QF Mark XII da 120 mm singoli. Per la difesa contraerea, erano imbarcati due impianti quadrupli di mitragliatrici Vickers Mark III. Erano inoltre installati dieci tubi lancia siluri, suddivisi in due batterie quintuple. Due tramogge erano destinate alle bombe di profondità: dotata inizialmente di 16 cariche, queste furono portate a 35 poco prima l'inizio della guerra.

## Servizio
Durante la seconda guerra mondiale, l'Intrepid attaccò affondandolo il sottomarino tedesco U-45, a sud ovest dell'Irlanda, il 14 ottobre 1939, insieme con i cacciatorpediniere Ivanhoe e Inglefield.
Partecipò inoltre alla caccia che portò all'affondamento della Bismarck nel maggio 1941, e nell'ambito dell'operazione Pedestal, fu scorta ai convogli diretti a Malta nell'agosto 1942.
Sempre nel 1942, l'Intrepid fu adottato dalla città di Uxbridge, al fine di raccogliere fondi per coprirne i costi.

### L'affondamento
L'Intrepid fu attaccato da un Junkers Ju 88 tedesco e affondato in porto durante la battaglia di Lero, il 26 settembre 1943. Fu la seconda nave persa dal comandante Charles de Winton Kitcat durante la guerra. Kitcat era infatti al comando dell'Imperial quando questa fu affondata dai bombardieri italiani durante l'evacuazione di Creta nel 1941.